# I danser vel
I danser vel er det fjerde og seneste studiealbum fra den danske middelaldergruppe Virelai. Det blev udgivet den 1. januar 2014. Det består af elve numre, hvoraf de ni er traditionelle folkemelodier fra Danmark, Frankrig og Italien, samt to sange skrevet af gruppen selv.

## Spor
1. "Udfordringsdansen" (trad. Frankrig) - 3:51
2. "Sidsel Videlvand" (trad. Danmark) - 4:22
3. "Fransk Benspjæt" (trad. Frankrig) - 4:05
4. "I Skoven" (trad. Frankrig) - 4:06
5. "Ulv, Ræv, Hare" (trad. Frankrig) - 3:08
6. "Postedans" - 2:28
7. "Esrum Dansen" (Martin Seeberg) - 4:13
8. "Cirkel Dans" (trad. Italien) - 3:06
9. "Tre Spring" (trad. Danmark) - 3:52
10. "Skåledans" (Søren Hammerlund) - 2:59
11. "Kædedans I Løb" (trad. Frankrig) - 2:54

## Personel
- Mia Guldhammer - Vokal, fløjte, percussion
- Jacob Lund - Darbuka, percussion
- Martin Seeberg - Bratsch, fløjte, skalmeje, jødeharpe, sækkepibe
- Søren Hammerlund - Mandolin, drejelire, vokal